# Planetella grossa
Planetella grossa är en tvåvingeart som först beskrevs av Bremi 1847.  Planetella grossa ingår i släktet Planetella och familjen gallmyggor.
Artens utbredningsområde är Schweiz. Inga underarter finns listade i Catalogue of Life.